# Yellowman
Yellowman (rojen Winston Foster, znan kot King Yellowman), jamajški reggae (rub-a-dub) in dancehall didžej in glasbenik, * 15. januar 1959, Negril, okrožji Westmoreland/Hanover, Jamajka.
Yellowman je bil priljubljen na Jamajki v 1980-tih in je zaslovel z nizom singlov, ki so utrdili njegov ugled.
1. ↑  https://www.counterpunch.org/2017/07/31/king-yellowman-defends-gay-rights-at-reggae-on-the-mountain/
2. ↑  Spin — NYC, USA: 1985. — ISSN 0886-3032